# Circonscription de Gimbi
La circonscription de Gimbi est une des 177 circonscriptions législatives de l'État fédéré Oromia, elle se situe dans la Zone Ouest Wellega. Son représentant actuel est Degefe Negewo Moroda.